# Gledališče Romen
Gledališče Romen (rusko Московский музыкально-драматический театр "Ромэн") je najstarejše in najbolj znano romsko gledališče na svetu. Je ključni objekt romske kulture v Rusiji in od ustanovitve leta 1931 središče romskih umetnikov v Rusiji.

## Pred ustanovitvijo gledališča
V 18. in 19. stoletju so v Moskvi in Sankt Peterburgu obstajali zbori ruskih Romov.
Konec 19. stoletja je zborovodja enega od romskih zborov Nikolaj Šiškin ustanovil prvo romsko gledališko skupino. Prvič je nastopila leta 1886 v opereti Ciganske pesmi v likih (rusko Цыганские песни в лицах), z glavno zasedbo gledališča Arcadia. Opereto so igrali več let. 13. aprila 1887 je v gledališču Maly potekala prva predstava Straussove operete Cigan baron, kjer so Romi (Šiškinova skupina) igrali Rome.
20. marca 1888 je bila v gledališču Maly uprizorjena premiera prve operete v romskem jeziku Otroci gozdov. Izvajala jo je izključno romska zasedba. Igrali so jo 18 let in doživela je velik uspeh.
Leta 1892 je Šiškin ustvaril novo opereto Cigansko življenje.
V dvajsetih letih 20. stoletja je po Sovjetski zvezi nastopalo veliko romskih ansamblov pevcev, plesalcev in glasbenikov.

## Zgodovina gledališča
24. januarja 1931 se je v Moskvi odprl romski gledališki studio "Indo-Romen". Prvo premiero so izvedli že v prvem mesecu.
Prvi režiser in prvi glasbeni skladatelj "Indo-Romna" sta bila judovska aktivista Moiše Goldblat in Semen Bugačevski.
16. decembra 1931 je studio prikazal svojo prvo glasbeno dramsko predstavo Življenje na kolesih (rusko Жизнь на колёсах). Sestavljeno je bilo iz treh dejanj in je nastalo po drami romskega avtorja Alexandra Germana. Po tej predstavi se je studio preimenoval v Gledališče Romen. Prvi gledališki režiser je bil Georgij Lebedev (Ruski Rom).
Od leta 1940 gledališče vse svoje predstave izvaja v ruščini.
Trenutni gledališki režiser (2008) je Nikolaj Sličenko, romski igralec, znan v Rusiji.

## Pomembni člani
- Dmitry Buzjljov, igralec, pevec
- Vladislav Demeter, zborovodja, ustvarjalec romske revije Shunen Romale, aktivist, pedagog
- Pyotr Demeter, igralec, pedagog
- Roza Dzhelakajeva, igralka, pevka, plesalka
- Nikolaj Erdenko, violinist, pevec
- Aleksander Germano, pesnik, pisatelj, dramatik
- Vano Hrustaljovo, pesnik, dramatik, koncertni mojster
- Mihail Iljinski, pisatelj, igralec
- Saša Kolpakov, kitarist, vokalist, skladatelj
- Vadim Kolpakov, kitarist, vokalist, igralec, plesalec
- Ivan Rom-Lebedev, igralec, pisatelj
- Valentina Ponomarjova, igralka, pevka
- Nikolaj Sličenko, igralec
- Nina Dudarova, pesnica, učiteljica, pisateljica in prevajalka